# Estación de Medinaceli
Medinaceli es una estación ferroviaria situada a las afueras del núcleo urbano del municipio español de Medinaceli, en la provincia de Soria, comunidad autónoma de Castilla y León. Cuenta con servicios de Media Distancia operados por Renfe.

## Situación ferroviaria
Las instalaciones se encuentran situadas en el punto kilométrico 166,0 de la línea férrea de ancho ibérico que une Madrid con Barcelona, a 1014 metros de altitud sobre el nivel del mar, entre las estaciones de Torralba y Jubera. El tramo es de vía doble y está electrificado.

## Historia
La estación fue inaugurada el 2 de julio de 1862 con la apertura del tramo Jadraque-Medinaceli de la línea férrea Madrid-Zaragoza por parte de la Compañía de los Ferrocarriles de Madrid a Zaragoza y Alicante o MZA. En 1941, la nacionalización del ferrocarril en España supuso la integración de MZA en la recién creada RENFE. La estación tuvo tal importancia para el municipio, que surgió un nuevo barrio, más grande que el antiguo, al abrigo de la estación y de la N-II. 
Desde el 31 de diciembre de 2004 Renfe Operadora explota la línea mientras que Adif es la titular de las instalaciones ferroviarias.

## La estación
El edificio para viajeros es una estructura de planta baja y disposición lateral a la vía. Su fachada principal posee siete huecos repartidos entre tres puertas de acceso al recinto y cuatro ventanas todos ellos con forma de arco. Posee tres andenes, dos de ellos laterales (vías 2 y 3) y otro central al que acceden las vías 1 y 3.
El vestíbulo del edificio de viajeros está abierto, tiene máquina de aire acondicionado y el baño está abierto.

## Servicios ferroviarios

### Media Distancia
Renfe presta servicio de Media Distancia gracias a sus trenes Regionales, en dos trayectos, con un servicio en cada sentido por trayecto. Los principales destinos son Madrid,  Guadalajara, Zaragoza, Lérida, Tarragona y Barcelona. 
Eventualmente, y mientras duren las obras de la línea Torralba-Soria, partirán de la estación de Medinaceli los autobuses y taxis con destino a la estación de Soria e intermedias.
| Línea MD | Trenes          | Origen/Destino   |  | Destino/Origen                      |
| -------- | --------------- | ---------------- |  | ----------------------------------- |
| 55       | Regional        | Madrid-Chamartín |  | Barcelona-Estación de Francia       |
| 55       | Regional-Exprés | Madrid-Chamartín |  | Lérida-Pirineos Zaragoza-Miraflores |